# المدرسة الطبية الساليرنية

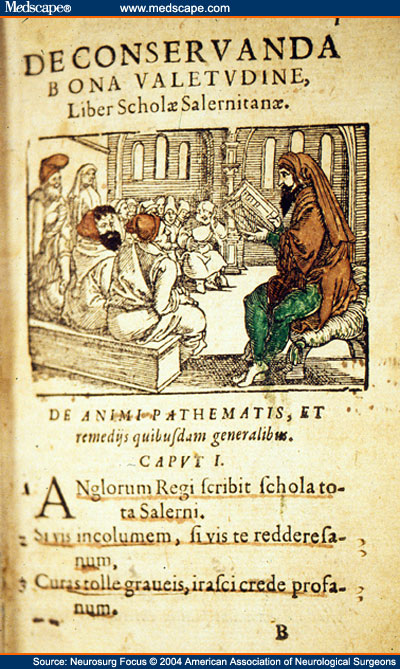
قسطنطين الأفريقي يحاضر في مدرسة ساليرنو

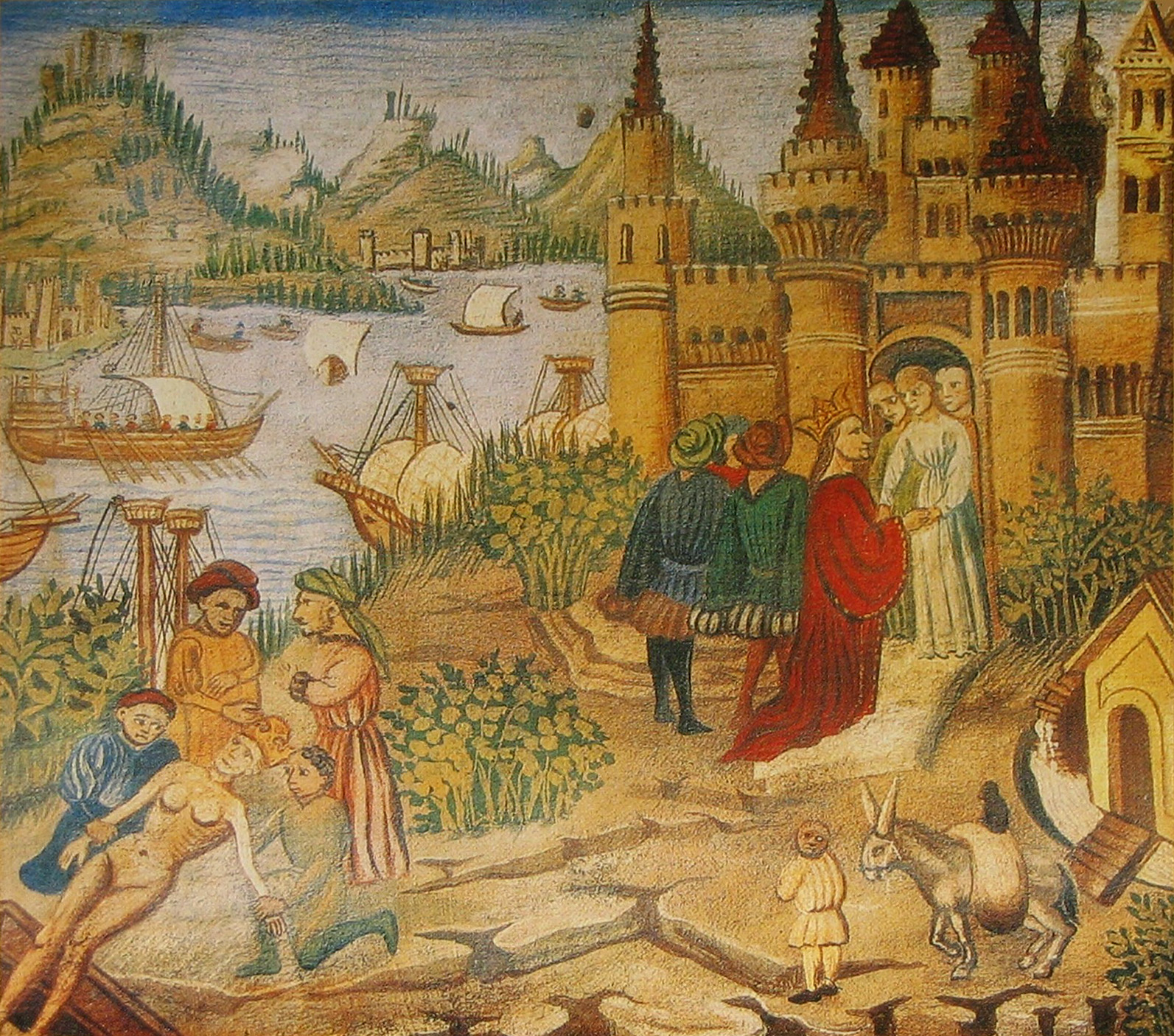
المدرسة الطبية الساليرينة القانون في الطب لابن سينا

الجامعة الطبية الساليرنية (بالإيطالية: Scuola Medica Salernitana)‏ (باللاتينية: Schola Medica Salernitana) كانت أول جامعة طبية قروسطية على الساحل الإيطالي الجنوبي في ساليرنو، والتي شكلت أهم مركز للمعرفة الطبية في أوروبا الغربية في ذلك الوقت (القرن الحادي عشر). تراكمت المعارف الطبية العربية، المترجمة من اليونانية أو التي كتب أصلًا بالعربية، في مكتبة مونتي كاسينو حيث ترجمت إلى اللاتينية. نتيجة الاتصال مع العرب في صقلية وشمال أفريقيا.

## أسس وأهمية الجامعة
استندت المدرسة على جمع التقاليد اليونانية واللاتينية ووضعها معاً؛ لتكمل المفاهيم المشتقة من الثقافات العربية واليهودية، وهذه تمثل نقطة مهمة في تاريخ الطب بسبب الابتكارات التي أدخلت في أساليب الطب الوقائي. ويستند هذا المنهج بشكل أساسي على الممارسة والخبرة الناجمة عنها، مما يمهد الطريق للمنهج التجريبي وثقافة الطب الوقائي.
وقد سمحت مدرسة ساليرنو للنساء بتعلم وممارسة الطب.

### مبادئ الجامعة
قد شكلت الأسس النظرية لنظام الحالات النفسية للإنسان التي وضعت من قبل أبقراط وجالينوس، ومع ذلك تم تشكيل خلفية علمية من خلال الخبرات المكتسبة من الانشطة اليومية التي قد تساعد المرضى، وعلاوة على ذلك ترجمة نصوص من اللغة العربية، ولقد أضاف ذلك إلى هذه الخبرة ثقافة واسعة في العلاج بالنباتات وفي علم الصيدلة، ودُرست فيها إلى جانب الطب علوم الفلسفة واللاهوت والقانون.

### أسطورة تأسيس الجامعة
إن تأسيس الجامعة يعود العصور الوسطى، لكن لا يوجد هناك أي وثيقة لتحديد تاريخ مرجعي، ومع ذلك التقاليد تربط بين ولادة الجامعة وبين أسطورة.
روي أنه كان هناك حاج يوناني يدعى بونتوس توقف وآوى في مدينة ساليرنو ليلاً، وقد اندلعت عاصفة وجاء شخص آخر آوي لنفس المكان الذي كان فيه الحاج بونتوس، ودارت الكثير من المحادثات بينهم باللاتينية، ثم أصيبوا الاثنان وذهبوا يبحثون عن كثب عن ضمادات كان اللتيني يستخدمها لتضميد جرحه، في غضون ذلك آتى اثنين آخرين من عابروا السبيل، أحدهما يهودي يدعى هيلينوس، والثاني عربي يدعى عبد الله، وأظهروا اهتمامهم بجرح اليوناني ورفيقه، في نهاية المطاف اكتشف إن كل من هؤلاء الأربعة لديهم شي من الاهتمام اتجاه الطب، لذلك قرروا عمل شراكة وإنشاء مدرسة حيث يمكن من خلالها جمع معارفهم ونشرها.

## التاريخ
نشأت في منطقة ساليرنو مدرسة طبية مرموقة، وكان وجود هذه المدرسة سببًا في نمو وازدهار مدينة ساليرنو. وفي فترة زمنية سابقة، كانت في مدينة صغيرة تدعى فيليا ـ إلى الجنوب من ساليرنو ـ مدرسة طبية قصدها العديد من مشاهير تلك العصور للاستشفاء، وابتنوا لأنفسهم منازل أقاموا فيها أثناء استشفائهم، وكان من هؤلاء باولوس إميليوس وشيشرون وبروتس، وربما أيضًا هوراس وأغسطس.
غير أن غزوات البرابرة التي أعقبت سقوط الإمبراطورية الرومانية أدت إلى نزوح من تبقى من الأطباء من فيليا إلى مدينة ساليرنو المجاورة، حاملين معهم طبهم وتقاليدهم العلمية والفلسفية، لتتألف منهم نواة جامعة ساليرنو القديمة، التي صارت فيما بعد نموذجًا احتذى به غيرها من جامعات أوروبا.
بلغت المدرسة الطبية الساليرنية أوج مجدها بين القرنين العاشر والثالث عشر الميلاديين، وبرز من أساطينها آنذاك ألفانوس الساليرني وقسطنطين الإفريقي، الذي جعل ساليرنو جديرة بلقب «مدينة أبقراط» (باللاتينية: Hippocratica Civitas)، لوجود نخبة من ألمع الأطباء والرياضياتيين الإغريق بها آنذاك.
توافد الناس على ساليرنو من أقطار الأرض، ساعين إما إلى التداوي وإما إلى تعلم صنعة الطب، وطبقت شهرة المدرسة الساليرنية الآفاق، كما يستدل عليه من شهادات مؤرخي تلك الحقبة ومن المخطوطات التي خلفها أطباء المدرسة واحتفظت بها العديد من المكتبات في أوروبا.
مزجت المدرسة الساليرنية الإرث الطبي الإغريقي واللاتيني مع التقاليد الطبية العربية واليهودية، وقد أدى هذا المزج الثقافي إلى اتساع المعرفة الطبية، وتعبر عن ذلك أسطورة تعزو تأسيس المدرسة إلى أربعة معلمين هم: هيلينوس اليهودي، وبونتوس الإغريقي، وعبد الله العربي، وساليرنوس الروماني.
في تاريخ جامعة الطب يمكننا أن نميز بين ثلاث فترات:
- القرن التاسع – القرن العاشر: وهي الفترة الأولى، التي لدينا معلومات غير كافية عنها.
- القرن العاشر - القرن الثالث عشر: وفي هذه الفترة كانت ذروة ازدهار الجامعة.
- القرن الرابع عشر – القرن التاسع عشر: وهي فترة تراجع الجامعة.

### القرن التاسع - القرن العاشر
ويعود أصل الجامعة إلى القرن التاسع والعاشر، وعلى الرغم من ذلك فإن الوثائق غير كافية عن هذه الفترة التي تعد الفترة الأولى للجامعة. ولم يعرف سوى القليل عن طبيعة الجامعة، أهي علمانية أم رهبانية، وعن الأطباء الذين كانوا جزءاً منها، ولم يكن واضحاً ما إذا كانت الجامعة قد تأسست من قبل منظمة. لقد كان في ساليرنو منذ القرن التاسع ثقافة قانونية كبيرة وليس فقط ذلك بل أيضاً يوجد معلمين علمانين وجامعة كنيسية، بالإضافة إلى مدرسين القانون الذين كانوا يعتنون بالجسم ويَدرسون الحياة الصحية. وقد ظهر أسماء هؤلاء الأطباء في العقد الثاني من القرن الثامن بينما قرروا البقاء في ساليرنو كمسكن ثابت لهم حتى القرن الحادي عشر عندما انتشر اسم البلدة على نطاق واسع في أوروبا. وجاء لاون إلى ساليرنو في عام 984 للعلاج وقال: «هذا ما يجعلنا نفهم سبب شهرة أطباء ساليرنو». لقد كانت مدينة سالرنو بالطبع مشهورة جداً في القرن العاشر بحكمة أطبائها. وقيل عنهم: إنهم كانوا يخلون من الثقافة الأدبية، لكن لديهم تجربة عظيمة وموهبة فطرية.
في الواقع بهذه الفترة كانت طبيعة التعليم أساسه الممارسة بشكل شفهي.

### القرن العاشر- القرن الثالث عشر
لقد كان للموقع الجغرافي دوراً رئيسياً في نمو الجامعة: حيث تقع مدينة ساليرنو على خليج البحر الأبيض المتوسط لذلك وقعت تحت تأثير الثقافات العربية واليونانية - البيزنطية، بينما كانت تصل كتب ابن سينا وابن رشد والطب القرطاجي القسطنطيني الأفريقي إلى ساليرنو من خلال البحر وعاش هذا العلم في ساليرنو لسنوات عديدة وترجم الكثير من النصوص العربية، منها أعمال لأبقراط، وجالينوس، والرازي، بالإضافة إلى الكتاب المالكي لعلي بن عباس.
وتحت هذا التأثير الثقافي العربي اكتشفت العديد من الأعمال الكلاسيكية، وبفضل هذه الجامعة وجد الدواء العلمي الأول ومارسته بشكل تجريبي خارج سيطرة الاديرة وواجهت الجامعة العالم الجديد مرة أخرى. ومن الجدير بالذكر هنا ما كان للاديرة والرهبان من أهمية في ذلك الوقت في ساليرنو، وكان هناك ثلات شخصيات مهمة منهم: البابا جريجوريو السابع، ورئيس الدير ديزيديريو، وألفو الأول. وفي هذا السياق نمت وتطورت الجامعة الساليرنية حتى وصلت إلى ذرة بهاؤها في القرن العاشر والثالث عشر، وفي هذه الفترة قدم العديد من الناس إلى ساليرنو: منهم مرضى ليتلقوا العلاج فيها، وطلاب ليدرسوا الطب فيها أيضاً. وتجلت هيبة أطباء الجامعة الساليرنية على نطاق واسع في السجلات والعديد من المخطوطات في المكتبات الأوروبية الكبيرة.
في 1231 عاقبت سلطة الجامعة وفق دستور فريدريك الثاني كل من الأطباء الذين مارسوا الطب دون شهادة من الجامعة الساليرنية. وفي 1280 في عهد تشارلز الثاني أصدر أول نظام للاعتراف بالجامعة لتدريس الطب بشكل عام.

### القرن الرابع عشر – القرن التاسع عشر
بدأت الجامعة الساليرنية تفقد أهميتها تدريجياً مع ظهور الجامعة النابولية، في هذا الوقت طغت الجامعات الأكثر حداثة على سمعة الجامعة الساليرنية، ومن هذه الجامعات: جامعة مونبلييه، وجامعة بادوفا، وفي المقام الأول جامعة بولونيا، ومع ذلك بقيت الجامعة الساليرنية على قيد الحياة لعدة قرون، حتى 19 من نوفمبر 1811 حيث تم قمعها من قبل يوكايم موارت بمناسبة إعادة تنظيم التعليم العام في نابولي.

## الأماكن
على الرغم من عدم وجود تأييد للمدرسة في أدلة وثائقية إلا أنه كان هناك أماكن كثيرة للتدريس وتمنح شهادات أيضاً، ووفقاً للمؤرخ التاريخي العظيم ريكاردو افاللونيه، أماكن التدريس وفقاً للتسلسل الزمني، غالباً في الأزمنة المعاصرة، هم: قصر ارايكي والأماكن المجاورة له، وكنيسة سانت كارتينا.

## نظام الجامعة
كان يتألف منهج التدريس من:
1. ثلاث سنوات لدراسة المنطق.
2. خمس سنوات لدراسة الطب (ويتضمن الجراحة والتشريح).
3. سنة للممارسة مع طبيب متمرس.

وكان من المتوقع إن كل خمس سنوات لتشريح جسم الإنسان.
من الملاحظ في المدرسة إنها بالإضافة إلى تدريس الطب قبلت الكثير من النساء سواء اطأكان للتدريس بالمدرسة أو للدراسة، ولقد اجتازوا العديد من الدورات بالفلسفة واللاهوت والقانون؛ ولهذا السبب اعتبرت الجامعة الأولى التي لم يأسس مثلها من قبل، بالإضافة إلى ذلك فإن كلمة جامعة لم تكن مستخدمة حينها، وجاءت جامعة ساليرنو لتخلق هذه الكلمة.

### المواد التعليمية
إن المواد التعليمية التي تدرس في الجامعة الساليرنية معرفة لدينا من خلال وضع خاص، ولقد تمييز معلمين الجامعة بالنظرية والممارسة.
وكان يجب أن يقدم للطلاب بعض الدروس اللازمة، ولقد كان أولها التعرف على هياكل الجسم والأجزاء المكونة منها وأهميتها، أما الدرس الثاني فكان عن كيفية الحفاظ على الصحة والوقاية من الأمراض، ووفقاً لجميع الجامعات التابعة للجامعة الساليرنية أسست على مبادئ أبقراط وجالينوس، الذين شكلوا أسس تدريس الطب، وأقدم المدرسين في ساليرنو اتبعوا هذا التقليد، ولقد كان الماء اختراع طبي للأمعاء.
كما تخبرنا النصوص القديمة عن انتشار المذاهب الساليرنية في أماكن بعيدة، وبهذه الطريقة تم الاحتفاظ بوثائق الجامعة في دير مودينا، وقدمت إليه من دير نوناتولا، فيما أكد وجود هذه الوثائق على آثار التعليم الطبي في ساليرنو، من ناحية أخرى يعطينا دليلا على أن تقاليد الثقافة اللاتينية ولم تنطفئ بل وكانت ساليرنو مركز لنشر هذه الثقافة.
وفيما يتعلق بالفلسفة لقد كانت الهيمنة المطلقة لأرسطو، وأثبتت المدرسة نظرياته، بينما ولد أبقراط وتوفي دون اتباع التيارات الطبية والفلسفية الجديدة، ولقد جلبوا تجديد عميق في المجال العلمي. وتضمنت الدروس تفسير نصوص الطب القديم. بينما كان الطب يتقدم ببطء، كان هناك في ساليرنو فن جديد متجاهل في المجال العلمي. هذا الفن هو العملية الجراحية.